# Kansucopó
Kansucopó es una localidad del municipio de Telchac Pueblo en el estado de Yucatán, México.

## Toponimia
El nombre Kansucopó proviene del idioma maya.

## Hechos históricos
- En 1910 cambia su nombre de Kauasukopó a Kansahcopó.
- En 1921 cambia a Cansucopó.
- En 1930 cambia a Kansucopó.
- En 1940 cambia a Kansucopé.
- En 1950 cambia a Kansucopó.

## Demografía
Según el censo de 1980 realizado por el INEGI, la población de la localidad era de 2 habitantes, de los cuales 1 eran hombres y 1 eran mujeres.
| 86                          | 89 | 51 | 51 | 24 | 25 | 20 | 0 | 2 |
| (Fuente: INEGI [Consultar]) |    |    |    |    |    |    |   |   |